# 미국의 보증보험 시장
미국의 보증보험 시장은 약 590개가 있으며, 이 중 247개가 연방 정부에 등록된 업체이다. 보증보험을 전문으로 하는 회사는 약 20개로 추정된다. 1,2위인 Travelers와 St. Paul이 2004년 합병하여 점유율 25%대의 강자로 부상함으로써 당분간 동사의 독주가 예상되는 반면 Kemper, Fireman's Fund등은 높은 손해율로 인하여 2003년 이후 보증보험 사업에서 철수하였다.

## 규모와 실적
상품은 계약성 보증과 상업성 보증 그리고 재정보증으로 구분된다. 2002년 기준 계약성 보증이 41.3%, 상업성 보증이 20.3%, 재정보증이 37.9%이다. 손해율은 까다로운 인수조건을 가진 재정보증이 가장 낮고 계약성 보증 부문이 66.6%로 상대적으로 높은 편이며 상업성 보증이 73.7%로 가장 높은 손해율을 시현되었다.

## 상위 20개사
1. Travelers Property Casualty Corporation
2. The St. Paul Company
3. CNA Insurance Companies
4. Zurich Group
5. ACE USA Group
6. Chubb Group of Insurance Companies
7. Safeco Insurance Companies
8. Liberty Mutual Group
9. Kemper Insurance Companies
10. The Hartford Insurance Group

출처: The Surety Association of America, 2004.

## 종목별 수입보험료
- 상업성 보증 - 20.3%
- 계약성 보증 - 41.3%
- 재정 보증 37.9%

출처: The Surety Association of America, 2004.

## 최근 시장동향
1990년대 경기호황으로 보증보험사들의 시장점유율을 높이기 위한 과도한 경쟁으로 인해1990년대 말 심각한 신용채무 불이행 사태 발생. 2000년 이후 미국 보증시장은 큰 어려움에 처해있음. Enron (약 10억달러의 손실기록)와 IVI Petrobras(약 4억달러), K-mart등의 도산으로 큰손해를 입었으며 대형 계약자와 상거래 계약 보증의 경우 부실이 심함.